# Velikomestna komedija
Velikomestna komedija je bila napisana za 50-letnico ljubljanske Čitalnice. Pod psevdonimom F. Rodion so jo 5. januarja 1912 uprizorili v  Slovenskem deželnem gledališču. Drama je povzročila velik škandal, saj se dogaja v bordelu v velemestu in ima kočljivo mladostno obdelano snov. Ivan Tavčar je Golarju celo prepovedal napisati kritiko za časnik Narod. Edini, ki je Kozaka javno zagovarjal je bil Etbin Kristan s svojo kritiko in objavo v Zarji. Bil je namreč mnenja, da se delavske žene ne bodo pohujševale ob snovi komedije. Kozak pa je bil takrat sedmošolec, zato mu ta škandal ni delal veliko preglavic.
V knjižni obliki je drama izšla v zbirki Kralj Matjaž: drame in komedije, leta 1978. 

## Osebe
- Maksim, inženir 28 let
- Gospodična Lucija, 25 let
- Gospodična Ana, 27 let
- Gospodična Pavla, 26 let
- Gospodična Klara, 23 let
- Gospodična Gizela, 20 let

## Vsebina

### 1. prizor
V salonu  se pogovarjajo Maksim, Lucija, Ana, Klara, Gizela in Pavla. Maksim pravi, da mora človek znati igrati, karte so življenje in življenje so karte. Življenje je po njegovem samo igra, nič drugega. Nato gospodična Klara predlaga, da bi začeli kvartati. Prvo partijo zmaga Maksim, ki meni, da je njegova najhujša nasprotnica Lucija, in če bi ona potegnila asa bi bila zmaga njena. Pri vratih pozvoni in v bordelu se pojavita dve stranki. Vsa dekleta odidejo, v salonu pa ostaneta Lucija in Maksim.  

### 2. prizor
Lucija Maksimu pripoveduje zgodbo o življenju svoje sestre. Izkaže se, da je bila njena sestra Silva zaljubljena v gospoda Maksima, ki pa je v resnici gospod Šerc, Lucija pa je prej bila Vera. S sestro sta živeli srečno, vse dokler se Silva ni zaljubila v Šerca. Vera/Lucija jo je svarila pred njim, vendar prošnje niso zalegle. Silva je z njim zanosila, rodila mrtvo dete, on pa je izginil. Od tistega časa naprej Silva ni bila več zdrava. Vedno več je mislila nanj in jokala, upala in čakala je, da se vrne k njej, vendar se to nikoli ni zgodilo. Večkrat se je hotela zastrupiti in narediti samomor, pa ji ni uspelo. Na koncu je znorela in umrla. Maksim se v zgodbi takoj prepozna. Luciji zatrjuje, da je ljubil njeno sestro, vendar je življenje zanj samo igra. Lucija se mu maščuje tako, da v kozarec z likerjem primeša strup in ga umori. Tako je ona potegnila as in zmagala igro življenja. 